# Santuari de Sant Joan de Toran
El Santuari de Sant Joan de Toran és l'església parroquial de Sant Joan de Toran al municipi de Canejan inclosa en l'Inventari del Patrimoni Arquitectònic de Catalunya.

## Descripció
Església d'una sola nau, amb l'entrada a ponent i amb dos contraforts al mur de migdia. Possiblement els únics elements romànics que es conserven siguin una obertura espitllada a la cara nord i l'absis semicircular a l'est. Tota la resta semblen afegits posteriors (sagristia adossada a sud-est, obertures quadrades a nord, oest i sud...). Dona la sensació de que la nau ha estat engrandida tota ella posteriorment.

## Notícies històriques
Sant Joan de Toran és un dels llocs que cita la llegenda com a assentament de templaris i hospitalers.